# محراب پیروزی

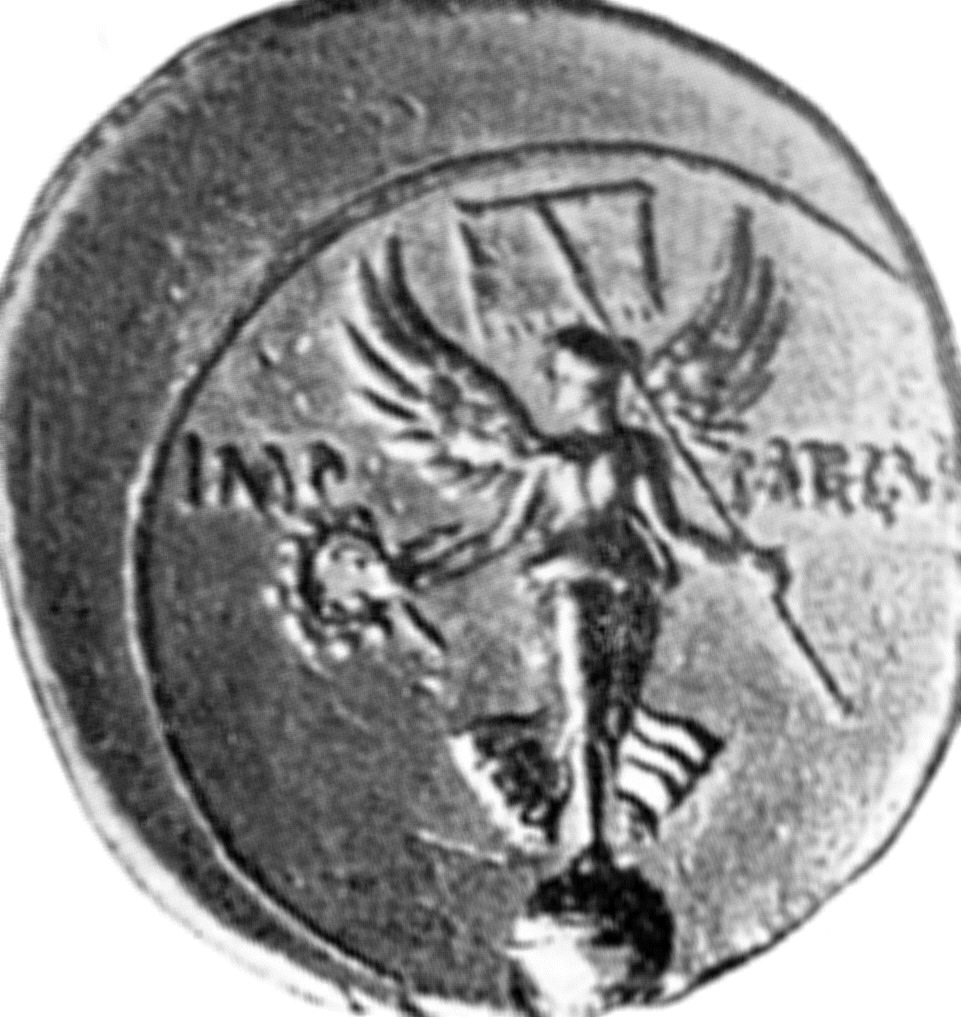
مجسمه پیروزی بر روی سکه ای که تحت عنوان آگوستوس صادر شد، مطابق با توصیف آن توسط پرودنتیوس.

محراب پیروزی (انگلیسی: Altar of Victory) در مجلس سنای روم (کوریا (روم باستان)) قرار داشت و مجسمه طلای الهه پیروزی ویکتوریا (اسطوره) در درون آن بود. این محراب توسط آگوستوس در ۲۹ قبل از میلاد برای بزرگداشت شکست مارک آنتونی و کلئوپاترا در نبرد آکتیوم ساخته شد.